# Calomerella scutellata
Calomerella scutellata är en stekelart som beskrevs av Lubomir Masner och Lars Huggert 1989. Calomerella scutellata ingår i släktet Calomerella och familjen gallmyggesteklar. Inga underarter finns listade.